# Waiteolana rugosa
Waiteolana rugosa är en kräftdjursart som beskrevs av Baker 1926A. Waiteolana rugosa ingår i släktet Waiteolana och familjen klotkräftor. Inga underarter finns listade i Catalogue of Life.